# Albin Mann
Albin Eduard Mann (* 15. November 1883 in Ursprung; † 6. Oktober 1960 in Gießen) war ein hessischer Politiker (Sozialdemokratische Partei Deutschlands), Gewerkschaftsfunktionär und Abgeordneter des Landtags des Volksstaates Hessen in der Weimarer Republik und nach dem Zweiten Weltkrieg Oberbürgermeister von Gießen.

## Leben
Albin Mann war der Sohn des Maurers Christian Eduard Mann und dessen Frau Wilhelmine, geborene Becher. 1904 trat Albin Mann in den Zentralverband der Maurer und verwandter Berufsgenossen Deutschlands ein. Ein Jahr später wurde er Mitglied der SPD. Nach dem Besuch der Volksschule absolvierte er eine Ausbildung zum Maurer und arbeitete bis 1912 in diesem Beruf. In den Jahren von 1909 bis 1912 war er nach dem Besuch einer Gewerkschaftsschule als stellvertretender Arbeitersekretär in Vegesack (Bremen) tätig. Von November 1912 bis zur Machtergreifung der Nationalsozialisten im Jahr 1933 war Mann Geschäftsführer des Bauarbeiterverbandes bzw. des Deutschen Baugewerksbundes in Gießen. Bereits seit 1914 war er Vorsitzender des Gewerkschaftskartells in Gießen. Eine Funktion, die er später für den lokalen Allgemeinen Deutschen Gewerkschaftsbund (ADGB) übernahm. 

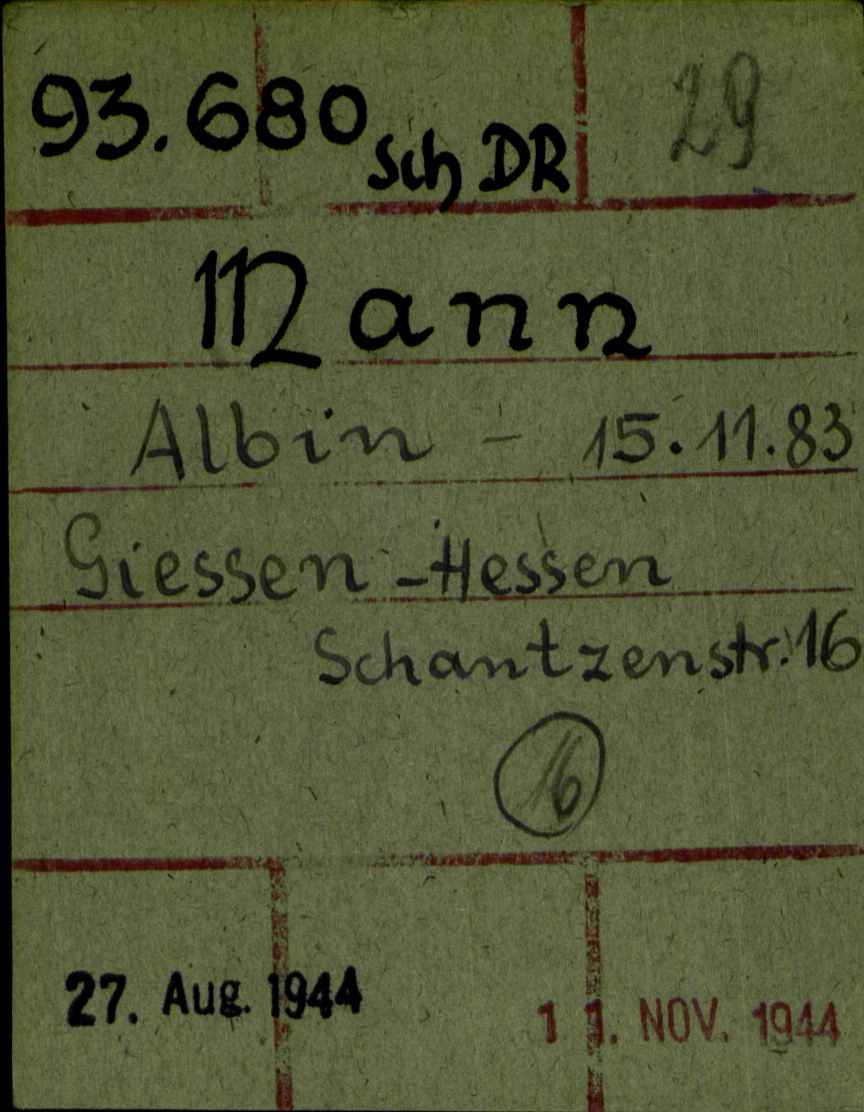
Registrierungskarte von Albin Mann als Gefangener im nationalsozialistischen Konzentrationslager Dachau

Von 1919 bis 1933 übernahm Albin Mann ein Mandat als Stadtverordneter in Gießen und war von 1921 bis 1931 Landtagsabgeordneter für die SPD im Volksstaat Hessen. 1927 wurde er Aufsichtsratsmitglied des Konsumvereins und der lokalen Bauhütte. Albin Mann, der aus der Kirche ausgetreten war, war in erster Ehe mit Maria Elisabeth geborene Peimann und in zweiter Ehe mit Anna Elisabetha geborene Foedt verheiratet.
In der Zeit des Nationalsozialismus konnte er seine politische Arbeit nicht fortsetzen. Alwin Mann wurde aus seiner hauptamtlichen Tätigkeit für die Baugewerkschaft entlassen. Vom 11. August bis 9. September 1933 war Mann zunächst in Polizeihaft und anschließend im Konzentrationslager Osthofen inhaftiert. Seit 1935 war Mann für ein westfälisches Baugeschäft tätig. In der Aktion Gewitter wurde Mann erneut inhaftiert und war vom 22. August bis zum 13. November 1944 im Konzentrationslager Dachau.
Nach dem Zweiten Weltkrieg war er vom 1. August 1946 bis zum 30. Juni 1948 Oberbürgermeister in Gießen und trat danach in den Ruhestand. Von 1948 bis 1952 war er Stadtverordneter in Gießen. Auch am Neuaufbau der Gewerkschaften nach Ende des Zweiten Weltkrieges soll sich Mann in Gießen besonders aktiv beteiligt haben.

## Ehrungen
- 1952: Verdienstkreuz (Steckkreuz) der Bundesrepublik Deutschland